# Bowers & Pitsea FC
Bowers & Pitsea FC (celým názvem: Bowers & Pitsea Football Club) je anglický fotbalový klub, který sídlí ve městě Pitsea v nemetropolitním hrabství Essex. Založen byl v roce 2003 po fúzi klubů Bowers United FC a Pitsea Young People's Club. Od sezóny 2018/19 hraje v Isthmian League North Division (8. nejvyšší soutěž). Klubové barvy jsou červená a bílá.
Své domácí zápasy odehrává na Len Salmon Stadium s kapacitou 2 000 diváků.

## Úspěchy v domácích pohárech
Zdroj: 
- FA Cup
  - 1. předkolo: 2014/15
- FA Trophy
  - 1. předkolo: 2016/17, 2017/18
- FA Vase
  - Semifinále: 2015/16

## Umístění v jednotlivých sezonách
Stručný přehled
Zdroj: 
- 2004–2016: Essex Senior League
- 2016–2018: Isthmian League (Division One North)
- 2018– : Isthmian League (North Division)

Jednotlivé ročníky
Zdroj: 
Legenda: Z – zápasy, V – výhry, R – remízy, P – porážky, VG – vstřelené góly, OG – obdržené góly, +/- – rozdíl skóre, B – body, červené podbarvení – sestup, zelené podbarvení – postup, fialové podbarvení – reorganizace, změna skupiny či soutěže
| Sezóny  | Liga                                 | Úroveň | Z  | V  | R | P  | VG  | OG  | +/- | B  | Pozice |
| ------- | ------------------------------------ | ------ | -- | -- | - | -- | --- | --- | --- | -- | ------ |
| 2009/10 | Essex Senior League                  | 9      | 34 | 8  | 5 | 21 | 48  | 77  | -29 | 29 | 17.    |
| 2010/11 | Essex Senior League                  | 9      | 32 | 8  | 8 | 16 | 41  | 72  | -31 | 32 | 14.    |
| 2011/12 | Essex Senior League                  | 9      | 34 | 6  | 9 | 19 | 47  | 77  | -30 | 26 | 15.    |
| 2012/13 | Essex Senior League                  | 9      | 36 | 4  | 8 | 24 | 42  | 110 | -68 | 20 | 19.    |
| 2013/14 | Essex Senior League                  | 9      | 38 | 12 | 9 | 17 | 60  | 70  | -10 | 45 | 13.    |
| 2014/15 | Essex Senior League                  | 9      | 38 | 29 | 5 | 4  | 124 | 25  | +99 | 92 | 2.     |
| 2015/16 | Essex Senior League                  | 9      | 40 | 31 | 3 | 6  | 118 | 34  | +84 | 96 | 1.     |
| 2016/17 | Isthmian League (Division One North) | 8      | 46 | 23 | 9 | 14 | 102 | 66  | +36 | 78 | 6.     |
| 2017/18 | Isthmian League (Division One North) | 8      | 46 | 28 | 5 | 13 | 94  | 48  | +46 | 89 | 3.     |
| 2018/19 | Isthmian League (North Division)     | 8      | 38 |    |   |    |     |     |     |    |        |